# Adoption (Römisches Reich)

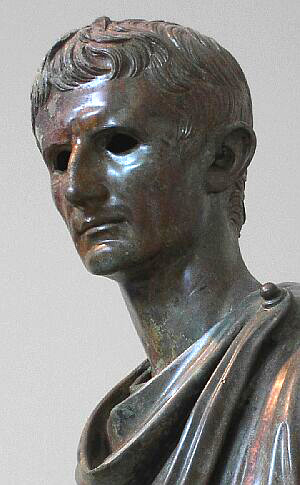
Kaiser Augustus, der bekannteste Adoptivsohn der römischen Geschichte; Bronzestatue aus dem Archäologischen Nationalmuseum Athen, um 10 v. Chr.

Im Römischen Reich war Adoption (von lateinisch adoptio, Annahme an Kindes statt) ein üblicher Vorgang, vor allem in der Oberschicht und bei den Senatoren.

## Gründe für eine Adoption
Da Rom von einer begrenzten Anzahl von Familien regiert wurde, gehörte zu den Pflichten eines jeden Senators, Söhne zu haben, die den Besitz übernehmen, den Familiennamen und die politische Tradition fortführen konnten. Allerdings war eine große Familie auch teurer Luxus. Töchter mussten mit passender Mitgift versehen und Söhne durch politische Ämter des cursus honorum geschleust werden. Je höher der politische Status der Familie, umso höher die Kosten. Folglich begrenzten römische Familien die Zahl ihrer Kinder, vermieden es, mehr als drei zu haben. Die sechs Söhne und Töchter des Appius Claudius Pulcher (1. Jahrhundert v. Chr.) wurden zu dieser Zeit als finanzieller und politischer Suizid angesehen. Andererseits konnte eine kleine Kinderzahl auch die falsche Entscheidung sein: sie konnten sterben und fehlende männliche Nachkommen waren immer ein Risiko. Für Familien mit zu vielen und solchen ganz ohne Söhne war die Adoption die einzige Lösung. Sogar der reiche Lucius Aemilius Paullus Macedonicus zögerte nicht, seine zwei ältesten Söhne zur Adoption freizugeben, den einen, Publius Aemilius Paullus, an die Scipionen (aus ihm wurde Publius Cornelius Scipio Aemilianus Africanus, der Sieger des Dritten Punischen Kriegs), den anderen, Quintus Aemilius Paullus, an Quintus Fabius Maximus Verrucosus (aus ihm wurde Quintus Fabius Maximus Aemilianus). Da allerdings seine anderen Söhne jung starben, ging mit ihm auch sein Familienname unter.

## AdoptatioundArrogatio(Adrogation)
Die Römer kannten zwei unterschiedliche rechtliche Vorgänge, die nach heutigen Verständnis als Adoption bezeichnet werden können: zum einen die adoptatio, die den Adoptierten von der väterlichen Gewalt (patria potestas) des ursprünglichen pater familias befreite und jener des Adoptierenden unterstellte; zum anderen die arrogatio (deutsch Adrogation), bei der eine Person, die sui iuris („gewaltfrei“ im Sinne von rechtlich selbstständig) war, der patria potestas eines neuen pater familias unterworfen wurde.
Römisches Recht räumte dem pater familias die Befugnis ein, Personen, die ihm unterstanden, also Kinder und zunächst auch Frauen und Freigelassene, zur adoptatio freizugeben. Die Person, um die es ging, war üblicherweise der älteste Junge, der Gesundheit und Talent zeigte. Für kinderlose Familien war die adoptatio teuer und riskant. Denn zwischen den Parteien floss Geld und die Zukunft der eigenen musste durch den Angehörigen einer fremden Familie sichergestellt werden. Die adoptatio wurde zwischen Familien gleichen Sozialstatus vereinbart, oft politischen Verbündeten oder Blutsverwandten. Sie wurde vor dem Praetor urbanus vollzogen, als dreimal durchzuführende mancipatio (lateinisch für „Verkauf“: die Person mit bestehender patria potestas, also üblicherweise der leibliche Vater, verkauft den zu Adoptierenden an die Person mit zukünftiger patria potestas, den Adoptivvater) und manumissio (lateinisch für „Entlassung in die Freiheit“); der Adoptivvater macht danach, um dem Zwölftafelgesetz zu entsprechen, vor Gericht seine Vaterschaft geltend (lateinisch vindicatio „Rechtsanspruch“): Si pater filium ter venumduit, liber a patre esto (lateinisch für „Wenn der Vater den Sohn dreimal verkauft hat, soll er frei vom Vater sein“).
Die arrogatio hingegen war die Annahme einer Person an Kindes statt, die keiner patria potestas mehr unterstand, anfangs ausschließlich erwachsene, frei geborene Männer, in der römischen Kaiserzeit dann auch Frauen und Freigelassene. Für die arrogatio war die Volksversammlung zuständig. Sie kam in den comitia curiata durch eine rogatio vor dem pontifex maximus zusammen (Aulus Gellius 5,19,9: adrogatio autem dicta, quia genus hoc in alienam familiam transitus per populi rogationem fit). Zugehörige Formel lautete: velitis iubeatis Quirites, ut Lucius Valerius Lucio Titio tam iure legeque filius siet, quanti ex eo patre matreque eius natus esset utique ei vitae necisque potestas in eum siet uti patri endo filio est? Haec uti dixi ita vos Quirites rogo.
Nach Einrichtung der comitia centuriata gerieten die comitia curiata in ihrer ursprünglichen Funktion zwar allmählich außer Gebrauch, bewahrten aber einerseits in der formellen Übertragung des imperium, die ausschließlich durch eine lex curiata möglich war, sowie andererseits in der Zeremonie der arrogatio, die auch weiterhin lediglich in diesen Comitia getätigt wurde, über die Zeit der Römischen Republik hinaus bis unter Augustus einen Schatten der alten Verfassung.
Der Adoptierte nahm den Namen des Adoptivvaters an, dem ein cognomen hinzugefügt wurde, das seinen ursprünglichen Familiennamen anzeigte: aus Aemilius wurde Aemilianus (siehe oben), aus Octavius wurde Octavianus. Er erwarb auch den Status des Adoptivvaters, das hieß, falls der Adoptierte aus einer patrizische Familie stammte, konnte er durch Adoption Plebejer werden und umgekehrt. Adoption wurde nicht verschwiegen oder als beschämend angesehen. Auch wurde nicht erwartet, dass der Adoptierte die Verbindungen zu seiner bisherigen Familie abbrach. Wie ein Ehevertrag war die Adoption ein Weg, interfamiliäre und politische Allianzen zu verstärken. Der Adoptierte war oft in der privilegierten Situation, die Beziehungen der ursprünglichen und der Adoptivfamilie nutzen zu können. Fast jede politisch tätige römische Familie machte Gebrauch davon.

## Beispiele: die Julier und die Adoptivkaiser
Der wohl berühmteste adoptierte Mann in der Römischen Republik war Augustus; geboren als Gaius Octavius, wurde er von seinem Großonkel Gaius Iulius Caesar testamentarisch adoptiert und bekam den Namen Gaius Iulius Caesar – den üblichen Zusatz Octavianus schien er nicht geführt zu haben, auch wenn er in der modernen Literatur oft als Octavian bezeichnet wird. Allerdings ist die rechtliche Wirksamkeit (nicht jedoch die politische Bedeutung) dieser Adoption in der historischen und rechtsgeschichtlichen Forschung umstritten.
Während der Kaiserzeit war Adoption der übliche Weg, den Thron ohne Gewaltanwendung zu besteigen. Während des 2. Jahrhunderts wurden die besten Thronfolger von Kaisern adoptiert, wodurch ihre Position legalisiert wurde. Kaiser wie Trajan, Hadrian oder Mark Aurel sind adoptierte Nachfolger (Adoptivkaiser).
Weiteres Beispiel ist Nero. Er war Sohn von Gnaeus Domitius Ahenobarbus und Agrippina Minor, einer Frau aus der kaiserlichen Familie, und trug den Namen Lucius Domitius Ahenobarbus. Im Jahr 49 heiratete seine Mutter Kaiser Claudius, den sie überzeugte, Lucius zu adoptieren. Dieser bekam dann den Namen Nero Claudius Caesar Drusus Germanicus und erbte den Thron im Jahr 54 als Nero.
Adoption erwies sich in der mittleren Römischen Kaiserzeit als flexibleres und durchführbareres Mittel, eine ordentliche Nachfolge sicherzustellen, als natürliche Nachfolge es sein konnte. Sie garantierte, dass vielversprechende Leute, oft mit nachgewiesenen Fähigkeiten, zu Nachfolgern in ein Amt ernannt werden konnten. Die Nachfolge Mark Aurels durch seinen eigenen Sohn Commodus wurde zum Wendepunkt in der Bestimmung der kaiserlichen Nachfolge durch Adoption.